# المسانيد العشرة
المسانيد العشرة مصطلح من مصطلحات المحدثين ويريدون بها:
1. مسند مسدد بن مسرهد ت: 228 هـ
2. زوائد مسند أحمد بن منيع ت: 244 هـ
3. زوائد مسند ابن أبي شيبة ت: 235 هـ
4. زوائد مسند ابن أبي عمر العدني ت: 243 هـ
5. زوائد مسند عبد بن حميد ت: 249 هـ
6. زوائد إسحاق بن راهويه ت: 238 هـ
7. زوائد مسند أبي داود الطيالسي ت: 204 هـ
8. زوائد مسند الحميدي ت: 218 هـ
9. زوائد مسند الحارث بن أبي أسامة ت: 282
10. زوائد مسند أبي يعلى الموصلي ت: 307 هـ